# Peucedanum falcaria
Peucedanum falcaria là một loài thực vật có hoa trong họ Hoa tán. Loài này được Turcz. miêu tả khoa học đầu tiên năm 1832.